# 柳辛庄站
柳辛庄站是一个京广线上的铁路车站，位于中华人民共和国河北省石家庄市长安区桃园镇柳辛庄村，建于1912年，目前为四等站，邮政编码为050041。目前不办理旅客乘降及行李、包裹托运；不办理货运营业。该站距丰台站260公里，距广州站2023公里。